# Meiko Kaji
Meiko Kaji (Japans: 梶 芽衣子 , Kaji Meiko) (Chiyoda (Tokio), 24 maart 1947), geboren als Masako Ōta, is een Japanse filmactrice en (enka-) zangeres.
Kaji is vooral bekend van haar rol in de Lady Snowblood-films, en van de twee liedjes die ze zingt in Quentin Tarantino's film Kill Bill: Shura no hana (The Flower of Carnage, 'de bloem der slachting', te horen na het gevecht met O-Ren Ishii in de wintertuin), en Urami Bushi ('lied van wrok', te horen bij de aftiteling). Beide nummers staan op haar verzamelalbum Kaji Meiko Zenkyoku Shu.

## Levensloop
Kaji werd geboren in de wijk Chiyoda in het centrum van Tokio. Ze begon rond 1965 met acteren. In 1970 ondertekende ze een contract met de Nikkatsu filmstudio. Met regisseur Teruo Ishii maakte ze hier Kaidan nobori ryu (ook wel Tattooed Swordswoman of Blind Woman's Curse genoemd). Daarna speelde ze in de Stray Cat Rock-filmserie. Omdat Nikkatsu zich vanaf 1971 op het maken van erotische films ging concentreren, verhuisde ze naar de Toei-studios. Hier maakte ze met regisseur Shun'ya Itō succesvolle women in prison-films. Maar haar meest memorabele rol speelde ze in de twee Shurayukihime-films Lady Snowblood en Lady Snowblood 2: Love Song of Vengeance. Hierin speelt ze een jonge vrouw die vanaf haar geboorte is klaargestoomd om wraak te nemen op de moordenaars van haar vader en broertje. Deze films waren ook de belangrijkste inspiratiebron voor Quentin Tarantino's Kill Bill-films. Tussen de twee Shurayukihime-films in maakte ze ook nog de veelvuldig geprezen yakuza-film Battles Without Honor and Humanity van regisseur Kinji Fukasaku. Deze film werd destijds door de Japanse filmcritici als een van de beste Japanse films aller tijden beschouwd. In 1975 speelde ze in het vervolg op deze film en in 1976 speelde ze in Fukasaku's Yakuza Graveyard. Voor veel van haar films zingt ze ook zelf de liedjes.

## Beknopte filmografie
- Hana o kuu mushi (Burning Flower-eating Insect) (1967) – als Taeko Saimura
- Ketto (The Endless Duel) (1967) – als Yukiya Bando
- Ah Himeyuri no Tou (Monument to the Girl's Corps) (1968) – als Tsuru Shimabukuro
- Shima wa moratta (Retaliation) (1968) – als Saeko
- Bakuto hyakunin (100 Gamblers) (1969)
- Merodee no Hangyaku (Melody of Rebellion) (1970)
- Kaidan nobori ryu (Tattooed Swordswoman / Blind Woman's Curse / The Haunted Life of a Dragon-Tattooed Lass) (1970) – als Akemi Tachibana
- Nora-neko rokku: Sekkusu hanta (Stray Cat Rock: Sex Hunter) (1970) – als Mako
- Shinjuku outlaw: Buttobase (Step on the Gas) (1970)
- Nora-neko rokku: Bôsô shudan '71 (Stray Cat Rock: Wild Measures '71) (1971) – als Furiko
- Koya no so ronin (televisieserie) (1972) – als Ofumi
- Joshuu 701-gô: Sasori (Female Prisoner #701: Scorpion) (1972) – als Nami Matsushima - Sasori (=schorpioen)
- Joshuu sasori: Dai-41 zakkyo-bô (Female Convict Scorpion Jailhouse 41) (1972) – als Nami Matsushima - Sasori (=schorpioen)
- Shurayukihime (Lady Snowblood) (1972) – als Yuki
- Jingi naki tatakai: Hiroshima shito hen (Battles Without Honor and Humanity) (1973) – als Yasuko
- Joshuu sasori: Kemono-beya (Female Prisoner Scorpion: Beast Stable) (1973) – als Nami Matsushima - Sasori (=schorpioen)
- Gendai ninkyô-shi (1973) – als Katsuko Niki
- Joshuu sasori: 701-gô urami-bushi (Female Prisoner Scorpion: #701's Grudge Song) (1973) – als Nami Matsushima - Sasori (=schorpioen)
- Shurayukihime: Urami Renga (Lady Snowblood 2: Love Song of Vengeance) (1974) – als Yuki
- Shin jingi naki tatakai: Kumicho no kubi (1975)
- Dômyaku rettô (1975) – als Fumiko
- Yakuza no hakaba: Kuchinashi no hana (Yakuza Graveyard) (1976) – als Keiko
- Tsuma to onna no aida (Between Wife and Woman) (1976) – als Eiko Maeda
- Daichi no komoriuta (Lullaby of the Earth) (1976) – als meisje
- Sonezaki shinju (Double Suicide of Sonezaki / The Love Suicides at Sonezaki) (1978) – als Ohatsu
- Warui yatsura (Bad Sorts) (1980) – als Chise
- Sorekara no Musashi (The Man of Five Rings) (1981)
- Kodomo no koro senso ga atta (1981) – als Futae
- Kaseifu ha mita! 2 (televisiefilm) (1984)
- Raku-yo-ju (Tree Without Leaves) (1986) – als vrouw die naar de berg toe komt
- Aoi sanmyaku '88 (1988) – als Umetaro
- Onihei Hankacho (televisieserie) (1995)
- Kaseifu ha mita! 21 (televisiefilm) (2003) – als Mayumi Hirao
- Anata no tonari ni dare ka iru (televisieserie) (2003)

## Prijzen

### Gewonnen
- 1978 – Beste actrice – Hochi Film Awards (Japan) voor Double Suicide of Sonezaki
- 1979 – Beste actrice – Blue Ribbon Award (Japan) voor Double Suicide of Sonezaki
- 1979 – Beste actrice – Kinema Junpo Awards (Japan) voor Double Suicide of Sonezaki
- 1979 – Beste actrice – Mainichi Film Concours (Japan) voor Double Suicide of Sonezaki
- 1995 – Beste vrouwelijke bijrol – Hochi Film Awards (Japan) voor Onihei Hankacho

### Genomineerd
- 1979 – Beste actrice – Awards of the Japanese Academy voor Double Suicide of Sonezaki
- 1981 – Beste vrouwelijke bijrol – Awards of the Japanese Academy voor Bad Sorts